# 라경덕
라경덕은 대한민국의 영화 배우이다.

## 학력
- 서울예술대학 영화과

## 출연작

### 영화
- 2020년 선샤인 패밀리...철민 역
- 2019년 쌍칼...마이토 역 (특별출연)
- 2019년 사랑의 선물...사성주 역
- 2019년 밤의 문이 열린다..공장 소장 역
- 2015년 기화...봉팔 역
- 2013년 삼사일언...태식 역
- 2012년 사랑공식...준석 역
- 2012년 모피를 입은 비너스...김형사 역
- 2012년 왼손잡이...동준 역
- 2011년 겨울나비... 사성주 역
- 2011년 꼭 껴안고 눈물 핑... 까페선배 역
- 2010년 열여덟,열아홉 (원제목:호야)...사무처직원 역
- 2010년 집 나온 남자들...흥신소 2 역
- 2010년 포화 속으로...리안남 역
- 2009년 왼손잡이...철환 역
- 2008년 로드 투 이태원...제니퍼 역
- 2008년 방울토마토... 리어커 / 우체부 / 파티남 1 역
- 2002년 굳세어라 금순아... 광팔 역
- 2002년 4발가락...부하 3 역
- 2002년 해적, 디스코 왕 되다... 야시 룸싸롱 웨이터 경덕 역
- 1999년 쉬리... OP 특공 역 / 폭발물 해체반 역
- 1997년 똑바로 살아라... 국세청 직원 한석교 역

### 단편 영화
- NASA
- 굴뚝새
- 천국으로 가는 길
- 엘리베이터에 낀 그 남자는 어떻게 되었을까 (연기상)
- 수은
- 서쪽으로
- 천국예찬
- 낯선 봄 (서울 독립 영화제 입상)
- 가족
- 임종 (연기상)
- 백수의 길(연기상)
- 작은 의자
- 세상의 동쪽엔
- 과실치사 (부산 아시아 단편 영화제 입상)
- 성(城)
- 공사 중(방콕 영화제 대상)
- 155마일(부산 국제 영화제 와이드 앵글 부문)
- 전력소년 (영진위 제작 지원)
- 처음처럼 ((주)푸른곰팡이 필름) 샌디에고 영화제 경쟁작)
- 아 해야 (연기상)
- 안녕 로보트 (상상 마당 제작 지원)
- 벼룩아 울지마 (서울 독립 영화제 입상)
- 궁금한 당신 (베르린 청소년 영화제 경쟁부문)
- 2009 경적 (칸 단편 경쟁부문)
- SIT & GO. (런던 영화제 초청작, 폴란드 영화제 초청작, 탄자니아-잔지바르 영화제, 경쟁부문)

### 연극
- 바쁘다 바빠
- 좁은 세상
- 홀로서는 자
- 바보선언
- 토막
- 소
- 리어왕
- 햄릿
- 쓰레기 같은 삶
- 오우제
- 구지가
- 엘리제를 위하여
- 하늘땅 별 땅
- 아이야
- 타박네야
- 카드게임
- 고래야.

### 방송
- 2008년 E-Ch 열차살인, 태아령, 수호령  (극장상영)
- 2009년 SBS 아테나: 전쟁의 여신
- 2012년 KBS2 드라마스페셜  <기적 같은 기적>
- 2014년 JTBC 유나의 거리
- 2015년 KBS2 파랑새의 집